# José Ricardo Barbosa Ribeiro Drumond
José Ricardo Barbosa Ribeiro Drumond, meglio noto come Zé Ricardo (Bom Jesus do Amparo, 9 marzo 1996), è un calciatore brasiliano, centrocampista dell'Avaí.

## Caratteristiche tecniche
È un mediano.

## Carriera
Cresciuto nelle giovanili dell'América-MG, ha esordito l'11 dicembre 2016 in occasione di un match di Série A perso 1-0 contro il Santos.

## Palmarès

### Club

#### Competizioni nazionali
- Campeonato Brasileiro Série B: 1

América Mineiro: 2017

#### Competizioni statali
- Campionato Catarinense: 1

Avaí: 2025